# Widzew
Widzew er arealmæssigt den største administrative region i Łódź. Den beboes af 139.454 mennesker (2005) og har et areal på 90,8km². Indenfor regionens grænser findes blandt andet hele Księży Młyn, Filmhøjskolen i Łódź og omkring otte parker (blandt dem den berømte Park Źródliska og Palmehuset)

## Historie
Widzew var oprindeligt en landsby, og nævnes for første gang i 1387. i 1870'erne var landsbyen hovedsageligt resurse- og madlager for Łódź. Efter 1879, da et stort fabrikskompleks blev bygget i Widzew, begyndte landsbyen at udvikle sig. Mens den i 1880 havde kun 500 indbyggere, lå indbyggertallet i 1901 på 4.000. Senere investeringer bidrog til en større urbanisering af Widzew, skønt den formelt set forblev en landsby. 
Hele området blev indlemmet i Łódź i 1906 og 1915. Bydelen "Widzew" ble oprettet den 1. januar 1954 som den mindst urbaniserede af byens syv fastsatte bydele. I 1960 blev Widzew forstørret, blandt andet fik den områder fra den tidligere bydel "Chojny", samt dele af Śródmieście. Widzews grænser blev yderligere udvidet i 1988. Den 1. januar 1993 blev inddelingen i bydele formelt ophævet, og widzew blev en administrativ region.
51°48′N 19°30′Ø / 51.8°N 19.5°Ø